# Niels Koolen
Niels Koolen (Vorden, 25 mei 2001) is een Nederlands autocoureur. Hij is de zoon van ondernemer en rallycoureur Kees Koolen.

## Carrière

### Karting
Koolen begon zijn autosportcarrière in het karting in 2016. Hij nam voornamelijk deel aan nationale kampioenschappen. In 2018 ging hij internationale kartraces rijden; zo kwam hij in 2019 uit in de OK-klasse van het Europees kartkampioenschap.

### Formule 4
Vanwege de coronapandemie kon Koolen niet direct vanuit het karting de overstap naar het formuleracing maken. Pas in 2022 reed hij, op 21-jarige leeftijd als relatieve laatkomer in de formulewagens, zijn eerste Formule 4-races in het Spaans Formule 4-kampioenschap. Hij nam hier deel aan het raceweekend op het Circuito de Navarra voor Monlau Motorsport en behaalde een twintigste plaats als zijn beste race-uitslag. Vervolgens reed hij in de laatste twee raceweekenden van het Italiaans Formule 4-kampioenschap voor Monlau, waarin een zeventiende plaats op het Autodromo Nazionale Monza zijn beste resultaat was.

### Formule Regional
In 2023 begon Koolen het seizoen in het Formula Regional Middle East Championship bij het team Pinnacle VAR. Hij behaalde geen punten en met een twaalfde plaats op het Kuwait Motor Town eindigde hij op plaats 31 in het klassement. Vervolgens debuteerde hij in het Formula Regional European Championship bij Van Amersfoort Racing. Ook hier kwam hij niet in de punten terecht; twee negentiende plaatsen op het Autodromo Internazionale Enzo e Dino Ferrari en Monza waren zijn beste resultaten. Verder reed hij voor het GRS Team in een weekend van de Eurocup-3 op het Circuito Permanente de Jerez, waar een twaalfde plaats zijn beste race-uitslag was.

### Indy NXT
In 2024 reed Koolen in de Indy NXT, waarin hij voor HMD Motorsports uitkwam. Een tiende plaats op de Indianapolis Motor Speedway was zijn beste resultaat. Hij miste de race op de Mid-Ohio Sports Car Course, voordat hij vanaf de race op de World Wide Technology Raceway at Gateway uit het kampioenschap stapte.
In 2025 keert Koolen terug in de Indy NXT bij het nieuwe team van Chip Ganassi Racing.

### Formule 2
In 2024 debuteerde Koolen in de Formule 2, waarin hij bij AIX Racing in de weekenden op Monza en het Baku City Circuit optrad als vervanger van de naar de Formule E overgestapte Taylor Barnard. Twee negentiende plaatsen op Monza waren zijn beste race-uitslagen.